# Devin Titus
Pour les articles homonymes, voir Titus.
Devin Titus, né le 18 mai 2001 au Cap, est un footballeur international sud-africain qui évolue au poste d'ailier droit au Stellenbosch FC.

## Biographie

### Carrière en club
Né au Cap, en Afrique du Sud, la carrière de footballeur de Titus a commencé à l'âge de six ans lorsqu'il a commencé à jouer pour l'équipe amateur locale Bishop Lavis, qui à l'époque était entraînée par son père.

### Stellenbosch FC
Titus rejoint Stellenbosch en 2020 et a évolué avec la réserve du club, où il a été capitaine de l'équipe lors des titres du DStv Diski Challenge et de la Premier League Next Gen Cup la saison suivante. Il a ensuite été promu en équipe première et en 2024, Titus a contribué à remporter son premier trophée de première division avec un triomphe au Carling Knockout, ses performances lui ont valus le prix du joueur du tournoi.
En juillet 2023, il a été récompensé par un premier contrat professionnel et est définitivement promu dans l'équipe senior, où il est devenu le seul joueur à figurer dans les 30 matchs pour le club dans la campagne nationale,.

### Carrière internationale
Désormais avec l’équipe nationale, Titus a précédemment représenté l'Afrique du Sud espoirs avant de faire ses débuts chez les seniors lors du tournoi de la Coupe COSAFA 2024.